# الناحية المركزية (مقاطعة آشتيان)
الناحية المركزية (بالفارسية: بخش مرکزی شهرستان آشتیان) هي الناحية المركزية في مقاطعة آشتيان، محافظة مركزي، إيران. في تعداد عام 2006م، كان عدد سكانها 19,011 في 5,669 عائلة. في الناحية مدينة واحدة: آشتيان. وثلاث أقسام ريفية: قسم غركان الريفي, قسم مزرعة نو الريفي، قسم سياوشان الريفي.